# Fudbalski Klub Drina Zvornik
Il Fudbalski klub Drina Zvornik (in serbo cirillico Фудбалски клуб Дрина Зворник), conosciuto semplicemente come Drina, è una squadra di calcio di Zvornik, una città nella Repubblica Srpska (Bosnia ed Erzegovina).

## Nome
La società prende il nome dalla Drina, il fiume che bagna Zvornik ed è un affluente della Sava.

## Storia
Subito dopo la prima guerra mondiale si comincia a giocare a calcio a Zvornik: la prima esibizione risulta nel 1924 contro una rappresentativa di Srebrenica. La prima squadra viene fondata nel 1933 ed è lo Zmaj od Noćaja e rappresenta la comunità serba della città, seguita un anno più tardi dai bosgnacchi dello Sloga. Poco prima della Seconda guerra mondiale le due squadre vengono sciolte ed una terza, lo Omladinac, viene formata.
La FK Drina nasce nel 1945 ed i fondatori sono Nikola Mastilica, Branko Čizmar, Đorđo Tomić, Zijo Sarajlić, Feta Sabirović, Boško Kovačević, Džemko Alijagić ed il capitano dell'esercito Prokica Žigić. Oltre alla scelta del campo di gioco (più o meno quello attuale) ed al nome (la scelta era fra Zlatica o Drina) viene nominato anche il primo presidente: Nikola Mastilica.
Nel primo anno di vita non partecipa a competizioni ufficiali ma disputa solamente amichevoli contro formazioni della zona o militari. La prima partita è stata disputata a Ljubovija (vittoria 3-1), mentre la prima con tabellino sui giornali è stata contro lo Sloboda Tuzla (sconfitta 1-9). I primi successi sono stati le vittorie nella Prvenstvo Tuzlanskog podsaveza (campionato della sotto-federazione di Tuzla) nel 1949 e nel 1952. Negli anni della Jugoslavia socialista la Drina non va mai oltre la terza divisione.
Dopo la guerra la squadra compete nei campionati della neonata Repubblica Srpska senza risultati di rilievo.
Nel 2002 i tornei della Repubblica Srpska vengono integrati nel campionato bosniaco e la Drina diventa un membro fisso della Prva liga RS, la seconda divisione, e grazie ai due trionfi del 2009-10 e 2013-14 riesce anche a collezionare tre apparizioni in Premijer liga BiH.

### Cronistoria
| Stagione                           | Campionato                         | Campionato                         | Campionato                         | Campionato                                | Coppa                |
| Stagione                           | Categoria                          | Liv.                               | Posizione                          | Verdetti                                  | Coppa                |
| ---------------------------------- | ---------------------------------- | ---------------------------------- | ---------------------------------- | ----------------------------------------- | -------------------- |
| CAMPIONATI JUGOSLAVI               | CAMPIONATI JUGOSLAVI               | CAMPIONATI JUGOSLAVI               | CAMPIONATI JUGOSLAVI               | CAMPIONATI JUGOSLAVI                      | Coppa di Jugoslavia  |
| 1972–73                            | Tuzlanska zona                     | III                                | 4º su 18                           |                                           | n.q.                 |
| 1973–74                            | ???                                | IV                                 | ???                                | Promosso in Republička liga BiH           | n.q.                 |
| 1974–75                            | Republička liga BiH                | III                                | 3º su 18                           |                                           | n.q.                 |
| 1975–76                            | Republička liga BiH                | III                                | 5º su 18                           |                                           | n.q.                 |
| 1976–77                            | Republička liga BiH                | III                                | 7º su 18                           |                                           | n.q.                 |
| 1977–78                            | Republička liga BiH                | III                                | 6º su 18                           |                                           | n.q.                 |
| 1978–79                            | Republička liga BiH                | III                                | 12º su 16                          |                                           | n.q.                 |
| 1979–80                            | Republička liga BiH                | III                                | 9º su 16                           |                                           | n.q.                 |
| 1980–81                            | Republička liga BiH                | III                                | 12º su 16                          |                                           | n.q.                 |
| 1981–82                            | Republička liga BiH                | III                                | ???                                |                                           | n.q.                 |
| 1982–83                            | Republička liga BiH                | III                                | 9º su 16                           |                                           | n.q.                 |
| 1983–84                            | Republička liga BiH                | III                                | 10º su 16                          |                                           | Ottavi               |
| 1984–85                            | Republička liga BiH                | III                                | 11º su 16                          |                                           | n.q.                 |
| 1985–86                            | Republička liga BiH                | III                                | ???                                |                                           | n.q.                 |
| 1986–87                            | Republička liga BiH                | III                                | 3º su 18                           |                                           | n.q.                 |
| 1987–88                            | Republička liga BiH                | III                                | 4º su 18                           | Ammesso alla neoformata 3.liga            | n.q.                 |
| 1988–89                            | Treća liga Nord                    | III                                | 9º su 18                           |                                           | n.q.                 |
| 1989–90                            | Treća liga Nord                    | III                                | 8º su 18                           |                                           | n.q.                 |
| 1990–91                            | Treća liga Nord                    | III                                | 4º su 18                           |                                           | n.q.                 |
| 1991–92                            | Treća liga Ovest                   | III                                | 5º su 18                           | Abbandona il sistema calcistico jugoslavo | n.q.                 |
| CAMPIONATI DELLA REPUBBLICA SRPSKA | CAMPIONATI DELLA REPUBBLICA SRPSKA | CAMPIONATI DELLA REPUBBLICA SRPSKA | CAMPIONATI DELLA REPUBBLICA SRPSKA | CAMPIONATI DELLA REPUBBLICA SRPSKA        | Kup Republike Srpske |
| 1995–96                            | Prva liga RS - Est                 | I                                  | 10º su 11                          | Retrocesso in 2.liga RS dopo baraž        | ???                  |
| 1996–97                            | Druga liga RS Bijeljina            | II                                 | 1º                                 | Promosso in 1.liga RS                     | ???                  |
| 1997–98                            | Prva liga RS                       | I                                  | 6º su 18                           |                                           | ???                  |
| 1998–99                            | Prva liga RS                       | I                                  | 7º su 18                           |                                           | ???                  |
| 1999–00                            | Prva liga RS                       | I                                  | 14º su 20                          | Retrocesso in 2.liga RS                   | ???                  |
| 2000–01                            | Druga liga RS Centro               | II                                 | ???                                |                                           | ???                  |
| 2001–02                            | Druga liga RS Centro               | II                                 | 1º                                 | Promosso in 1.liga RS                     | ???                  |
| CAMPIONATI DELLA BOSNIA ERZEGOVINA | CAMPIONATI DELLA BOSNIA ERZEGOVINA | CAMPIONATI DELLA BOSNIA ERZEGOVINA | CAMPIONATI DELLA BOSNIA ERZEGOVINA | CAMPIONATI DELLA BOSNIA ERZEGOVINA        | Coppa di Bosnia      |
| 2002–03                            | Prva liga RS                       | II                                 | 13º su 16                          |                                           | n.q.                 |
| 2003–04                            | Prva liga RS                       | II                                 | 7º su 16                           |                                           | n.q.                 |
| 2004–05                            | Prva liga RS                       | II                                 | 7º su 16                           |                                           | Sedicesimi           |
| 2005–06                            | Prva liga RS                       | II                                 | 3º su 16                           |                                           | n.q.                 |
| 2006–07                            | Prva liga RS                       | II                                 | 12º su 16                          |                                           | Sedicesimi           |
| 2007–08                            | Prva liga RS                       | II                                 | 8º su 16                           |                                           | n.q.                 |
| 2008–09                            | Prva liga RS                       | II                                 | 8º su 16                           |                                           | Ottavi               |
| 2009–10                            | Prva liga RS                       | II                                 | 1º su 16                           | Promosso in Premijer liga BiH             | n.q.                 |
| 2010–11                            | Premijer liga BiH                  | I                                  | 16º su 16                          | Retrocesso in 1.liga RS                   | Sedicesimi           |
| 2011–12                            | Prva liga RS                       | II                                 | 9º su 14                           |                                           | n.q.                 |
| 2012–13                            | Prva liga RS                       | II                                 | 10º su 14                          |                                           | n.q.                 |
| 2013–14                            | Prva liga RS                       | II                                 | 1º su 14                           | Promosso in Premijer liga BiH             | n.q.                 |
| 2014–15                            | Premijer liga BiH                  | I                                  | 13º su 16                          |                                           | Sedicesimi           |
| 2015–16                            | Premijer liga BiH                  | I                                  | 15º su 16                          | Retrocesso in 1.liga RS                   | Sedicesimi           |
| 2016–17                            | Prva liga RS                       | II                                 | 4º su 12                           |                                           | Sedicesimi           |
| 2017–18                            | Prva liga RS                       | II                                 | 3º su 12                           |                                           | n.q.                 |
| 2018–19                            | Prva liga RS                       | II                                 |                                    |                                           | n.q.                 |

## Stadio

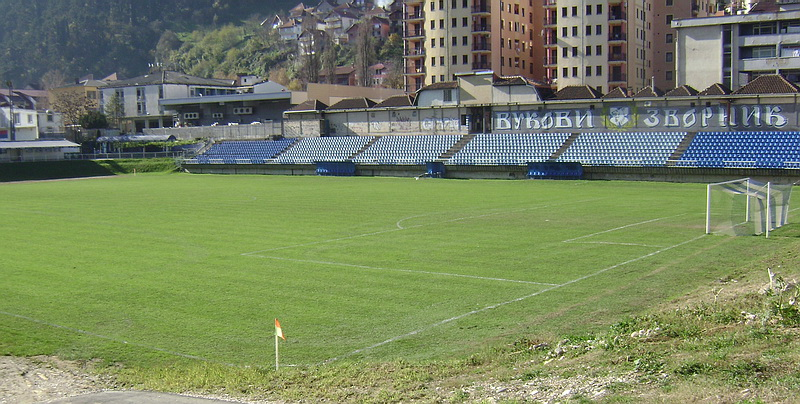
Gradski stadion u Zvorniku

Il Gradski stadion u Zvorniku (Stadio cittadino di Zvornik) è stato inaugurato nel 1945 con una capienza di 1500 posti. È stato rinnovato nel 2009 e, grazie alla costruzione della tribuna est, è passato a 3020 posti (uno dei requisiti per essere ammessi alla Premijer liga BiH è uno stadio con una capienza di almeno 3000 posti).

## Palmarès

### Competizioni nazionali
- Prva liga Republike Srpske: 1

2013-2014
- Prva liga Republike Srpske: 1

2009-2010

### Altri piazzamenti
- Prva liga Republike Srpske:

Terzo posto: 2005-2006, 2017-2018

## Tifosi
I tifosi più accesi sono i Vukovi (lupi), gruppo fondato nel 2002. Prendono il nome dalla Drinskog korpusa (Corpo della Drina), una unità dell'Esercito della Repubblica Srpska.